# Визельбергер, Густаво
Густаво Адольфо Визельбергер (итал. Gustavo Adolfo нем. Wieselberger; 1834, Вена — 1910, Триест) — австрийско-итальянский музыкант и общественный деятель.

## Биография
Родился в австрийской дворянской семье, занятой предпринимательской деятельностью, однако провёл всю жизнь в Триесте и чувствовал себя итальянцем, ненавидел монархию Габсбургов и мечтал о присоединении Триеста к объединённой Италии. На протяжении многих лет возглавлял в городе Филармоническо-драматическое общество (итал. Società Filarmonico-Drammatica) — любительский оркестр, устраивавший концерты, балы, танцевальные вечера. В 1871 году выступил также организатором Филармонического общества взаимной поддержки (итал. Società filarmonica di mutuo soccorso), помогавшего музыкантам и другим деятелям культуры в случае болезней и несчастий. Преподавал фортепиано, гармонию и контрапункт частным образом — среди его учеников композитор Карло Перинелло, органист и хормейстер Карло Паинич, пианист Эмилио Русси. Устраивал концерты и репетиции оркестра в собственном доме. Выступал с лекциями о музыке, написал обзорную статью о творчестве Джузеппе Тартини (для сборника статей, выпущенного в Триесте в 1896 году в честь установки памятника Тартини в его родном городе Пирано). Автор оркестровых и вокальных сочинений. В 1883—1909 гг. депутат городского совета.
Отец четырёх дочерей. Дети одной из них — актёр Ренато Чаленте и писательница Фауста Чаленте, описавшая семейную историю начиная со своего деда Густаво в автобиографическом романе «Четыре девочки Визельбергер» (итал. Le quattro ragazze Wieselberger; 1976), переведённом на четыре языка и удостоенном Премии Стрега.